# Eleanor Coppola
Eleanor Coppola (4. května 1936, Los Angeles,  Kalifornie, USA – 12. dubna 2024, Rutherford) byla americká režisérka dokumentárních filmů. 
Jejím otcem byl politický karikaturista, který zemřel, když ji bylo deset let. Studovala na Kalifornské univerzitě v Los Angeles. V roce 1962 potkala při natáčení filmu Dementia 13 jeho režiséra Francise Forda Coppolu, s nímž několik měsíců chodila. Roku 1963 se za Coppolu provdala a téhož roku se jim narodil první syn Gian-Carlo. Později měli ještě dvě děti, syna Romana (* 1965) a dceru Sofii (* 1971). Roku 2016 natočila svůj hraný debut nazvaný Paříž počká.